# Robert Desnos
Robert Pierre Desnos, född 4 juli 1900 i Paris, död 8 juni 1945 i Theresienstadt, var en fransk författare tidigt förknippad med såväl dadaism som surrealism. En urvalsvolym med hans dikter finns på svenska, Drucket språk (1984).

## Liv och verksamhet
Efter en tvåårig militärtjänstgöring förlagd till Marocko kom Robert Desnos i kontakt med den dynamiska franska dadagruppen i Paris först år 1922. Från denna tid härstammar en rad aforismer av Desnos på temat Rrose Sélavy, tryckta i Bretons och Aragons tidskrift Littérature. Han blev en del av den efterföljande surrealismen, så som den formulerades av André Breton. Desnos var redaktör för den första surrealisttidskriften La Révolution surréaliste åren 1924–1929. Han ansågs ha ovanligt lätt för att hamna i ett surrealistiskt tillstånd och muntligt frambringa långa poetiska meningar som inte hämmades av etik eller estetik. Den befriade bildström som surrealismen eftersträvade hade han lätt för att formulera också i skrift. Möjligen påminde detta om "drucket språk"; därav titeln på en diktsamling från 1923 som också gett namn åt den urvalsvolym som finns på svenska. Han skrev även prosaberättelser under sin surrealistiska period, i likhet med Louis Aragon, Philippe Soupault och René Crevel. Robert Desnos erotiska berättelse La Liberté ou l'Amour (1927) blev rentav föremål för en rättslig prövning, vilket ledde till en konfiskering av upplagan. Den återutgavs först 1962. Robert Desnos tog mot slutet av 1920-talet avstånd från politiseringen av surrealismen i kommunistisk riktning och uteslöts ur rörelsen 1929. Han arbetade senare för radio och blev en av de första som ägnade sig åt poesiuppläsning där. Under andra världskriget var han verksam inom den franska motståndsrörelsen. Efter att ha angivits därför att han inhyst en flykting, greps Desnos av Gestapo 1944 och skickades så småningom till koncentrationslägret Theresienstadt. Där avled han i tyfus bara några dagar efter Röda arméns befrielse av lägret.

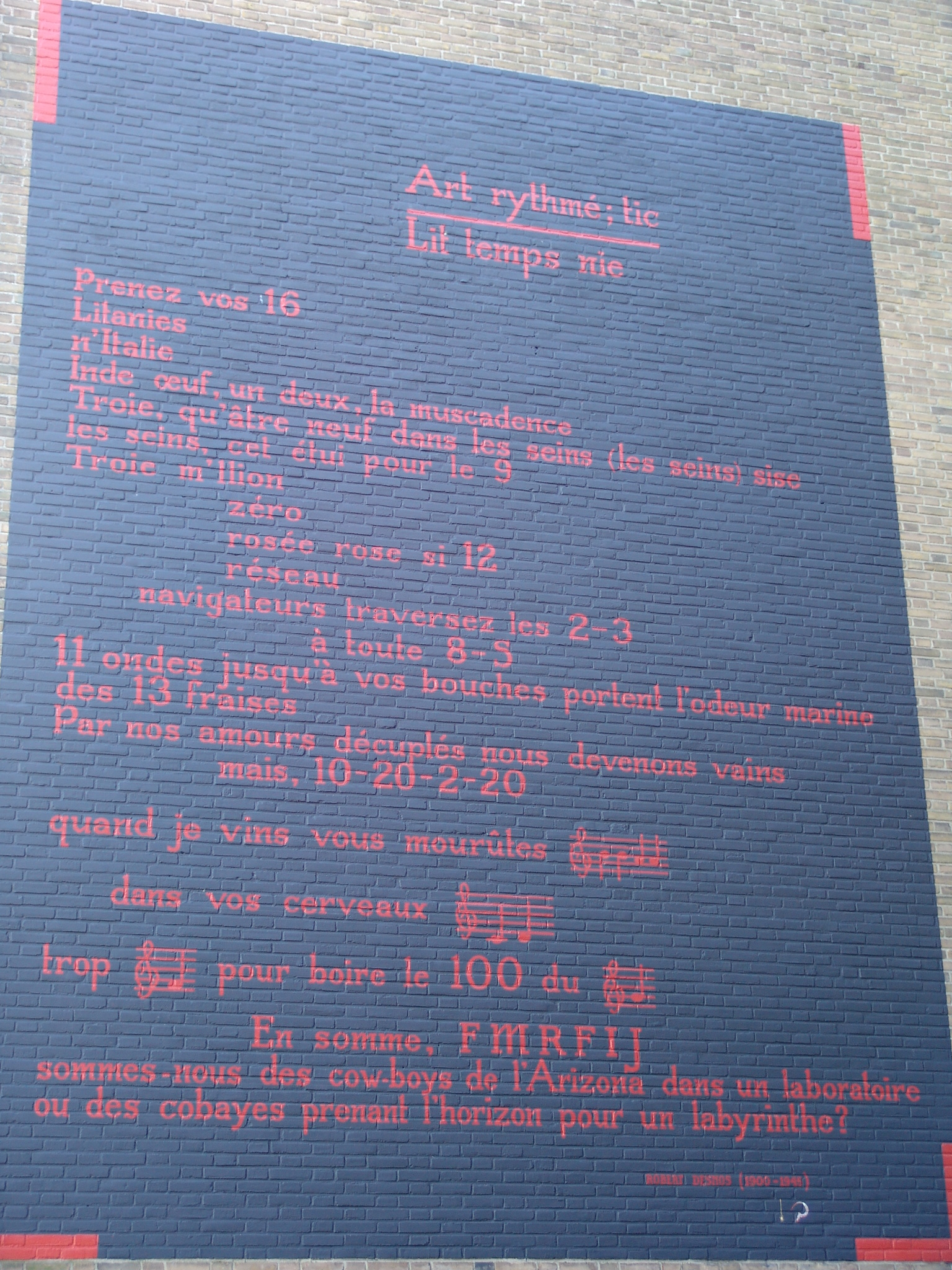
Dikten Art rythmé; tic; / Lit temps nie på en husvägg i Leiden.

Robert Desnos ligger begravd på Montparnassekyrkogården i Paris. 2002 förärades en av hans dikter en plats som väggdikt på Kagerstraat 7 i den holländska staden Leiden.

## Verk

### På svenska
- Drucket språk, urval och översättning Annika Bladh och Peter Luthersson, (Bakhåll, 1984)

### Texter spridda i tidskrifter och antologier
- "[Dikter]", urval och översättning Gunnar Ekelöf, i Hundra år modern fransk dikt från Baudelaire till surrealismen (Bonniers, 1934)
- "Gryning", översättning Henry G. Gröndahl, i Hjärtat och mörkret: modern fransk lyrik (Wahlström & Widstrand, 1948)
- "[Dikter]", urval och översättning Gunnar Ekelöf, i Valfrändskaper: omdiktningar (Bonniers, 1960)
- "Dröm aug. 1922", översättning Lasse Söderberg (Lyrikvännen, 1973: nr 4)
- [Dikter], urval och översättning av Marianne Tufvesson, i Märkliga jämviktslägen (Bakhåll, 1987)
- "Rrosa Selavsdotterns bön", översättning Ilmar Laaban. Ingår i Laaban, Ilmar: Skrifter. 1, Poesi (Kalejdoskop, 1988)

### Fotnoter
1. 1 2 3  Tjeckiska nationalbibliotekets databas, NKC-ID: jn20000700391, läst: 30 augusti 2020.[källa från Wikidata]
2. ↑  B. Holmqvist (1966), s 125.
3. ↑  P. Luthersson (1984).
4. ↑  M. Polizzotti (2009), s 490.
5. ↑  Uppgifter om Desnos väggdikt i Leiden, tillsammans med tolkningar till holländska och engelska. Arkiverad 15 april 2012 hämtat från the Wayback Machine. muurgedichten.nl